# 哈拉廷人
哈拉廷人是北非与毛里塔尼亚说阿拉伯语的綠洲居民，在柏柏尔语哈拉廷人指黑肤色的人。他们是所谓黑摩尔人，有人认为他们是被摩尔人同化的黑人。

## 毛里塔尼亚

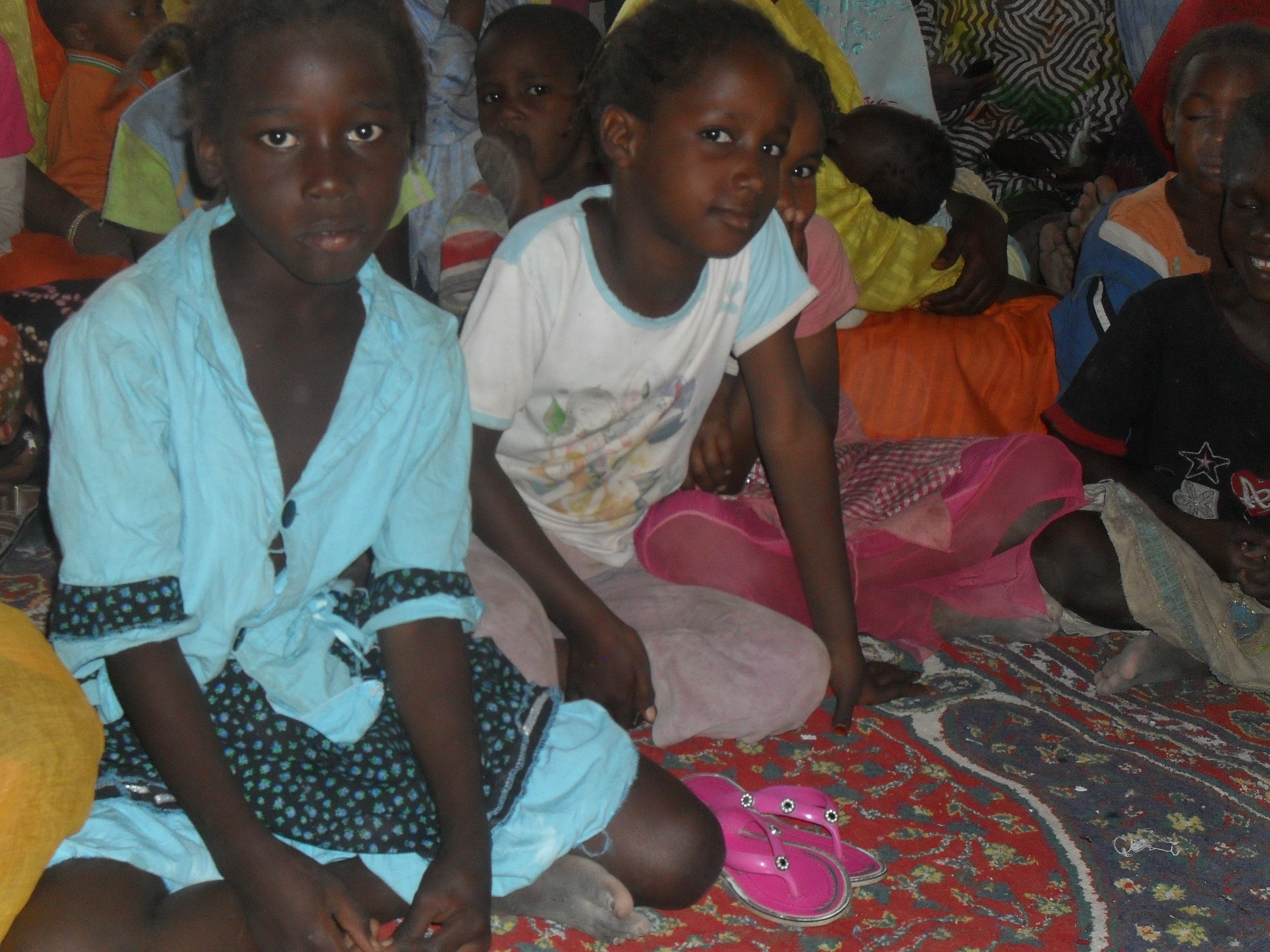
毛里塔尼亚哈拉廷女孩

哈拉廷人是毛里塔尼亚一个大族群，佔人口40%。他们是所谓黑摩尔人，他们也不同于黑人。他们祖先可能是白摩尔人的黑奴，主要從事农业与手工业。国际特赦组织说1994年仍然有90000人是奴隶，他们后来虽獲释但很多仍侍奉本来的主子。

## 在摩洛哥
在摩洛哥，哈拉廷人是指綠洲深肤色农民，在口头文学中他们始祖是撒哈拉以南的奴隶。在德拉-塔菲拉勒特大區的城镇中出现。

## 在阿尔及利亚
在阿爾及利亞的撒哈拉沙漠中，在殖民期間被邊緣化的哈拉廷人在該國獨立後經歷了社會和政治進步。這種融合是從阿尔及利亚解放戰爭開始的；解放的話語和國家種族主義的缺失構成了阿爾及利亞民族主義的傳統，已經成功地動員了這一社會類別。通過教育取得的社會成功使前哈拉丁能夠在當地社區有代表，並能獲得最有影響力的職位。
同时在阿尔及利亚的撒哈拉难民营中存在哈拉廷奴隶制度。